# Pelechov (Lipoltice)
Pelechov je malá vesnice, část obce Lipoltice v okrese Pardubice. Nachází se asi 1 km na severozápad od Lipoltic. V roce 2009 zde bylo evidováno 23 adres. V roce 2001 zde trvale žilo 47 obyvatel.
Pelechov leží v katastrálním území Lipoltice o výměře 3,97 km2.